# Julio Rodríguez López
Julio César Rodríguez López (Mieres, Asturias, España, 7 de diciembre de 1995) es un futbolista español que juega como defensa en el Real Avilés Industrial de la Segunda Federación.

## Trayectoria
Comenzó a jugar al fútbol en las categorías inferiores del Caudal Deportivo y del Real Oviedo hasta que, en 2008, ingresó en la Escuela de fútbol de Mareo. Hizo su debut como profesional en la temporada 2012-13 en el Real Sporting de Gijón "B" de la Segunda División B. Debutó con el Real Sporting de Gijón el 11 de septiembre de 2013 en un encuentro correspondiente a la segunda ronda eliminatoria de la Copa del Rey 2013-14, disputado ante el R. C. Recreativo de Huelva en el estadio Nuevo Colombino, y que terminó con la derrota del Sporting de Gijón por 3-2. El 2 de septiembre de 2014 fue inscrito como jugador del primer equipo y sólo llegó a disputar un partido frente al Real Valladolid C. F. en la segunda ronda de la Copa del Rey durante la temporada 2014-15. Un año después se anunció su regreso al filial del Sporting para la campaña 2015-16.
Durante la temporada 2016-17 fue cedido al Barnsley F. C. y, al término de la misma, rescindió su contrato con el Sporting y fichó por el Recreativo de Huelva. Se desvinculó del club al término de la campaña 2017-18 y fichó por el NK Istra 1961.
Continuó su periplo por numerosos países y ligas. La temporada 2019-20, la comenzó en el conjunto rumano del FC Voluntari de la Liga I y la terminaría en el FC Tsarsko Selo Sofia de la Liga Bulgaria A PFG. Equipo este, en el que comenzó la 2020-21, para terminarla en el Wisła Płock de la liga Ekstraklasa de Polonia. En este país, pero bajando una categoría en el Podbeskidzie Bielsko-Biała, disputó las temporadas 2021-22 y 2022-23.
El 24 de julio de 2023, vuelve a España, al hacerse oficial su fichaje por el Real Avilés de la Segunda Federación, hasta junio de 2027.

## Selección nacional
Fue internacional con España en las categorías sub-18, con la que se proclamó campeón de la Copa del Atlántico en 2013; y sub-19, con la que disputó la Eurocopa de 2013 celebrada en Lituania.

## Clubes
| Club                       | País       | Año       |
| -------------------------- | ---------- | --------- |
| Real Sporting de Gijón "B" | España     | 2012-2014 |
| Real Sporting de Gijón     | España     | 2014-2015 |
| Real Sporting de Gijón "B" | España     | 2015-2016 |
| Barnsley F. C.             | Inglaterra | 2016-2017 |
| R. C. Recreativo de Huelva | España     | 2017-2018 |
| NK Istra 1961              | Croacia    | 2018-2019 |
| FC Voluntari               | Rumanía    | 2019-2020 |
| FC Tsarsko Selo Sofia      | Bulgaria   | 2020      |
| Wisła Płock                | Polonia    | 2021      |
| Podbeskidzie Bielsko-Biała | Polonia    | 2021-2023 |
| Real Avilés                | España     | 2023-     |